# Умас аши
Умас аши (башк. Ыумас ашы) — башкирська національна страва (суп).
Умас аши готується так: попередньо вариться в підсоленій воді нарізана шматочками картопля. Затирається у воді руками маса з пшеничної, житньої, горохової, гречаної або вівсяного борошна. Готовий умас закладають у киплячий суп.
Наприкінці варіння умас заправляється спеціями, підсмаженою на нутряному салі цибулею. Споживають умас аши з дрібно рубаною зеленню та коротом.
Умас аши можна готувати й без картоплі, на воді, бульйоні або молоці.

## Цікаві факти
Супи, до яких відноситься й Умас аши — улюблені страви башкир. За мусульманською традицією вони повинні бути густими й ситними.
Гарячий наваристий суп — це найпоширеніша їжа, якою насичуються люди після трудового дня в Башкирії. Супи рясно посипають свіжою зеленню, використовують прянощі, в тому числі й перець червоний, чорний, білий та запашний, кмин, шафран, гвоздику, корицю, лавровий лист, імбир, мускатний горіх.